# Wilfred Jackson
Wilfred Jackson est un animateur et réalisateur américain né le 24 janvier 1906 à Chicago, Illinois (États-Unis) et mort le 7 août 1988 à Balboa Island, Californie (États-Unis).

## Biographie
Wilfred Jackson rejoint les studios Disney en 1928 au moment de la production de Steamboat Willie (1928). Son arrivée récente le fait directement travailler sur les Mickey Mouse alors que des Oswald le lapin chanceux sont encore en production. Rapidement il devient réalisateur sur les courts métrages. Au cours de la production de Steamboat Willie, il serait l'inventeur de la méthode de synchronisation de l'animation avec le son.
Il est ensuite réalisateur de séquence sur plusieurs longs métrages de Fantasia à La Belle et le Clochard (1955). C'est durant la production de Mélodie du Sud (1946) qu'avec Ken Anderson, il développe les storyboard miniatures, réalisés en direct durant les sessions de conception qui servent par la suite au layout.
Au début des années 1950, il devient réalisateur-producteur sur l'émission Disneyland.
Il a pris sa retraite en 1961.

## Filmographie

### comme animateur
- 1928 : Steamboat Willie
- 1929 : La Danse macabre (The Skeleton Danse)
- 1929 : El Terrible Toreador
- 1929 : Springtime
- 1929 : Les Cloches de l'Enfer (Hell's Bells)
- 1929 : Les Joyeux Nains (The Merry Dwarfs)
- 1930 : Summer
- 1930 : Autumn
- 1930 : Cannibal Capers
- 1930 : Frolicking Fish
- 1930 : Arctic Antics
- 1930 : Midnight in a Toy Shop
- 1930 : Nuit (Night)
- 1930 : Monkey Melodies
- 1930 : Winter
- 1930 : Les Joueurs de Pan (Playful Pan)

### comme réalisateur
- 1929 : Mickey's Follies
- 1930 : Midnight in a Toy Shop
- 1931 : L'Esseulé (The Castaway)
- 1931 : L'Assiette de porcelaine (The China Plate)
- 1931 : En plein boulot (The Busy Beavers)
- 1931 : Mélodies égyptiennes (Egyptian Melodies)
- 1931 : The Cat's Nightmare
- 1931 : Quel bazar ! (The Clock Store)
- 1931 : L'Araignée et la Mouche (The Spider and the Fly)
- 1931 : The Fox Hunt
- 1931 : Le Vilain Petit Canard (The Ugly Duckling)
- 1932 : The Bird Store
- 1932 : L'Épicier (The Grocery Boy)
- 1932 : Olympiques rustiques (Barnyard Olympics)
- 1932 : Mickey au théâtre (Mickey's Revue)
- 1932 : Les Ours et les Abeilles (The Bears and Bees)
- 1932 : Le Fermier musicien (Musical Farmer)
- 1932 : Mickey in Arabia
- 1932 : The Whoopee Party
- 1932 : Mickey marque un essai (Touchdown Mickey)
- 1932 : Mickey au Grand Nord (The Klondike Kid)
- 1932 : L'Atelier du Père Noël (Santa's Workshop)
- 1933 : Mickey's Mellerdrammer
- 1933 : L'Arche de Noé (Father Noah's Ark)
- 1933 : Mickey mécano (Mickey's Mechanical Man)
- 1933 : Au pays de la berceuse (Lullaby Land)
- 1933 : Le Premier Amour (Puppy Love)
- 1933 : Le Joueur de flûte de Hamelin (The Pied Piper)
- 1933 : The Pet Store
- 1933 : L'Arbre de Noël (The Night Before Christmas)
- 1934 : Le Lièvre et la Tortue (The Tortoise and the Hare)
- 1934 : Le Magasin de Porcelaine (The China Shop)
- 1934 : La Cigale et la Fourmi (The Grasshopper and the Ants)
- 1934 : Les Petits Lapins joyeux (Funny Little Bunnies)
- 1934 : Une petite poule avisée (The Wise Little Hen)
- 1934 : Histoire de pingouins (Peculiar Penguins)
- 1934 : La Déesse du printemps (The Goddess of Spring)
- 1935 : La Fanfare (The Band Concert)
- 1935 : Bébés d'eau (Water Babies)
- 1935 : Le Jardin de Mickey (Mickey's Garden)
- 1935 : Jazz Band contre Symphony Land (Music Land)
- 1936 : Grand Opéra (Mickey's Grand Opera)
- 1936 : Elmer Elephant
- 1936 : Le Rival de Mickey
- 1936 : Le Retour de Toby la tortue (Toby Tortoise Returns)
- 1936 : Cousin de campagne (The Country Cousin)
- 1936 : Toujours plus de chats (More Kittens)
- 1937 : Cabaret de nuit (Woodland Café)
- 1937 : Le Vieux Moulin
- 1937 : Blanche-Neige et les Sept Nains (Snow White and the Seven Dwarfs)
- 1938 : Conte de ma mère l'Oye (Mother Goose Goes Hollywood)
- 1940 : Fantasia
- 1941 : La Poule aux œufs d'or (Golden Eggs)
- 1942 : Aquarela do Brasil
- 1942 : Saludos Amigos
- 1948 : Johnny Appleseed
- 1948 : Mélodie Cocktail (Melody Time)
- 1950 : Cendrillon (Cinderella)
- 1951 : Alice au Pays des Merveilles (Alice in Wonderland)
- 1952 : La Petite maison (The Little House)
- 1953 : Peter Pan
- 1955 : La Belle et le Clochard (Lady and the Tramp)
- 1955 : Dateline: Disneyland (TV)
- 1958 : An Adventure in Art (TV)
- 1958 : 4 Artists Paint 1 Tree: A Walt Disney 'Adventure in Art'

## Distinctions
Il a été nommé Disney Legends en 1998.